# Anaora
Anaora is een monotypisch geslacht van straalvinnige vissen uit de familie van pitvissen (Callionymidae).

## Soort
- Anaora tentaculata Gray, 1835